# ジョン・ディマジオ
ジョン・ディマジオ（John DiMaggio、1968年9月4日 - ）は、アメリカ合衆国の男性声優。ニュージャージー州North Plainfield出身。
代表作は『フューチュラマ』（ベンダー）、『ファイナルファンタジーX』と『ファイナルファンタジーX-2』（いずれもワッカとキマーリ）、『ファイナルファンタジーXII』（ギルガメッシュ）、『Gears of War』、『Gears of War 2』（マーカス・フェニックス）。

## 人物
ラトガース大学卒業。スタンド・アップ・コメディアンとしての経験があり、"Red Johnny and the Round Guy" というデュオを組んでいたこともあった。
ビートボックスがうまく、『フューチュラマ』の「Luck of the Fryrish」という回ではNoticeably F.A.Tというキャラクターとして披露し、「Bender's Big Score」という回では2度ビリー・ウェストとテーマソングのアカペラを披露した。

## 出演作品

### テレビアニメ
- アバター 伝説の少年アン (The Ember Island Playersにて、トフとアイローを演じる俳優として出演)
- アメリカン・ドラゴン（フー・ドック）
- アレクサンダー戦記 （アンティパトロス（初代）、フィリポスII世（初代））
- アドベンチャー・タイム Adventure Time (ジェイク, Iceclops)
- エル・ティグレ（El Oso）
- キム・ポッシブル（ドクター・ドラッケン、モーター・エド）
- キャットスクラッチ（テッド、ルーク）
- ザ・シンプソンズ（ベンダー）
- ザ・バットマン（ライノ）
- ザ・ペンギンズ from マダガスカル（リコ）
- サムライジャック （スコットマン）
- ジャスティス・リーグ・アンリミテッド
- ジャッキー・チェン・アドベンチャー（ハク・フー（2代目））
- スター・ウォーズ クローン大戦 （グリーヴァス将軍（初代）、シャア・ギ）
- スポンジボブ（ブラックジャック）
- スペクタキュラー・スパイダーマン（フリント・マルコ / サンドマン、ハマーヘッド）
- ダック・ドジャース　（クラッシャー、ロング・ジョン・シルバー23世）
- チャウダー (シュニッツェル) (※Chowder's Girfriend以降)
- ティーン・タイタンズ（ブラザー・ブラッド、スパイク）
- バットマン:ブレイブ&ボールド（アクアマン、ゴリラ・グロッド）
- ファーザー・オブ・ザ・プライド（トム）
- ブーンドックス（パーティー参加者、他）
- ブランディ アンド Mr.ウィスカーズ（ジョニー）
- フューチュラマ（ベンダー）
- ベン10（ウルカヌス）
  - ベン10 エイリアンフォース (ラス、ウルカヌス、Octagon Vreedle)
- ラマだった王様 学校へ行こう! ("Attack SubにてMr. Notaempaの声を当てる)
- en:Where My Dogs At? (Dog Catcher他)
- en:Celebrity Deathmatch
- en:Korgoth of Barbaria (Stink/Scrotus他)
- en:Zombie College (Zik）
- LEGO スター・ウォーズ/フリーメーカーの冒険（バアシュ）

### 劇場アニメ
- Asterix and the Vikings（Timandahaf）
- アフロサムライ （ブラザー2）
- アレクサンダー戦記 （アンティパトロス、フィリポスII世）
- Casper's Scare School（Stinky,frankengymteacher）
- The Beast with a Billion Backs（ベンダー）
- The Madagascar Penguins in a Christmas Caper（リコ）
- 獣兵衛忍風帖 龍宝玉篇（魯怪）
- TMNT（サンティーノ）
- トムとジェリー ワイルドスピード （J.W. /スパイク）
- バンパイアハンターD（ノルト＝マーカス、治安官、マシラ）
- 平成狸合戦ぽんぽこ（竜太郎狐）
- ビー・ムービー （ジャニター、バイリフ）
- フューチュラマ ベンダーの大冒険（ベンダー）
- マダガスカル（リコ）
- もののけ姫（ゴンザ）

### OVA
- ゴルゴ13 〜QUEEN BEE〜 （ゴルゴ13）
- スーパーマン ドゥームスディ（トイマン）

### ゲーム
- アルティメット・スパイダーマン（役名表記なし）
- X-メン Legendsシリーズ
  - X-メン Legends (ジャガーノート（英語版）、ジェネラル・キンケード）
  - X-メン Legends II: Rise of Apocalypse（ジャガーノート）
- キングダム ハーツII（ジャコビー）
- クラッシュ・バンディクーシリーズ
  - クラッシュ・バンディクー 爆走!ニトロカート（タイニータイガー）
  - クラッシュ・バンディクー6（ウカウカ）
  - クラッシュ・バンディクー7（ウカウカ）
- ギアーズ・オブ・ウォーシリーズ
  - Gears of War（マーカス・フェニックス, フランクリン）
  - Gears of War 2（マーカス・フェニックス）
- ザ・シンプソンズ・ゲーム（ベンダー）
- The Chronicles Of Riddick: Escape From Butcher Bay（役名表記なし）
- スーパーマン・リターンズ （ビッザロ）
- スパイダーマン2（ライノ、ジャック）
- 鉄拳シリーズ（クレイグ・マードック）5以降
- トランスフォーマー: リベンジ（サイドウェイズ、ウィリアム・レノックス）
- ニンジャブレイド(エージェント/マイケル・ウィルソン)
- ファイナルファンタジーシリーズ
  - ファイナルファンタジーX（ワッカ、キマリ=ロンゾ）
  - ファイナルファンタジーX-2（ワッカ、キマリ＝ロンゾ）
  - ファイナルファンタジーXII（ミゲロ、ギルガメッシュ）
- フューチュラマ（ベンダー）
- Halo 3(ブルートチーフ、海兵隊）
- キングダムアンダーファイヤ サークル・オブ・ドゥーム (レグナイア)
- マッドワールド(2人のアナウンサーのうちの一人)
- w:Scarface: The World Is Yours(ヒットマン)
- w:Vampire: The Masquerade - Bloodlines(Smiling Jack)

### 映画
- I Know That Voice（本人出演、ナレーター）
- ドクター・ドリトル2（犬の声、サカナの声、ネズミの声）
- トランスフォーマー/ダークサイド・ムーン（レッドフットの声）
- トランスフォーマー/ロストエイジ（クロスヘアーズの声）

トランスフォーマー/最後の騎士王（クロスヘアーズ、ニトロゼウス、スティールベインの声)

### テレビ映画
- バトル・オブ・シリコンバレー（マイクロソフトのCEOスティーブ・バルマー）

### テレビドラマ
- ER緊急救命室（警察官）
- NYPDブルー（ゲイリー）
- CSI:ニューヨーク（マイク）
- ペリー・メイスン (フランク・フィナティー)